# Стиблит

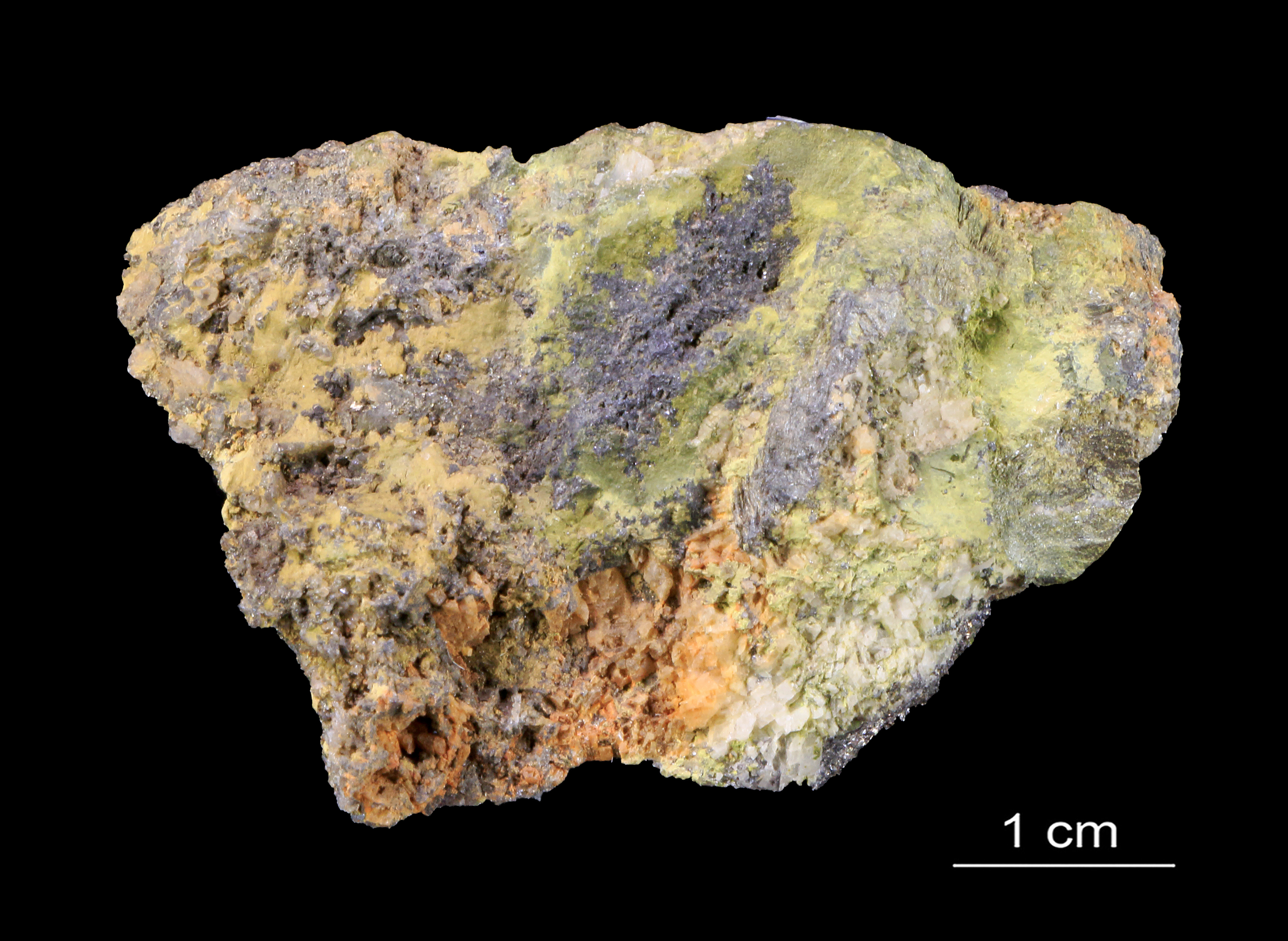
Налёт стиблита и сурьмяной охры

Стибли́т (англ. Stiblite, нем. Stiblith от лат. Stibium, сурьма и др.-греч. λίθος, камень), также стибили́т, стибиоли́т или стибиани́т, ранее также сурьмяная охра:330 (частично устар., нем. Spiessglanzocker, фр. Stibiconise):372 или блестящая копьевидная охра — старое широко употребительное минералогическое название одной из самых известных и распространённых сурьмяных охр. Установленный в 1847 году (Иоганн Блюм и Дельфс) на полтора десятка лет позже стибиконита:129, стиблит был известен в XIX веке как вторичный минерал сурьмы класса «водных оксидов»:236-237, представлял собой аморфные бледно-желтоватые выделения, встречающиеся в ассоциации с блейниеритом (биндгеймитом) и джемсонитом, в частности, был обнаружен на руднике Тревинник, недалеко от Энделлиона, Корнуолл:372. В настоящее время считается синонимом стибиконита.
Среди других известных месторождений стиблита в середине XIX века назывались окрестности Лосасио (Испания), Фельсобанья и Кремница (Венгрия), Гольдкронах (Бавария) и на рудниках Кармен (Закуальпан, Мексика):431. Крупные месторождения стиблита были открыты также в Перу (Кахамарка):190-191.
В более общей форме термин стиблит нередко употреблялся расширительно по отношению к сурьмяным охрам вообще:372, или только к тем их формам, которые содержат в своём составе молекулярную воду (гидроксидные охры). Так происходило начиная со второй половины XIX века, прежде всего потому, что термин «сурьмяная охра» в минералогии начал стремительно устаревать и ему потребовалось адекватная замена. Как следствие, расширительное понятие «стиблит» применялось в условиях недостатка аналитических данных о точном составе окислов (вторичных минералов), покрывающих стибнит и другие сурьмяные руды.
Кроме того, под таким же названием стиблит, напоминающим игру слов, иногда можно встретить и другой минерал из семейства цеолитов, не имеющий никакого отношения к сурьме — натриевый стильбит (англ. Stilbite):325, водный алюмосиликат с изменчивым химическим составом, имеющий расчётную формулу NaCa4(Si27Al9)O72•28H2O.

## Галерея стиблитов

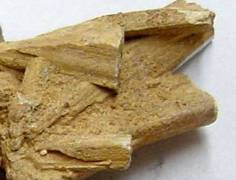
Стибиконит
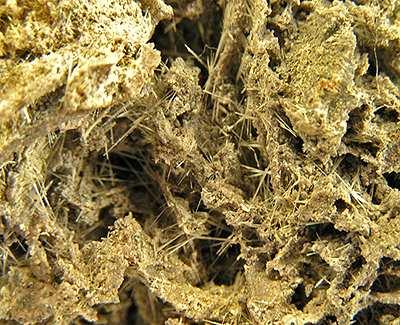
Сурьмяная охра
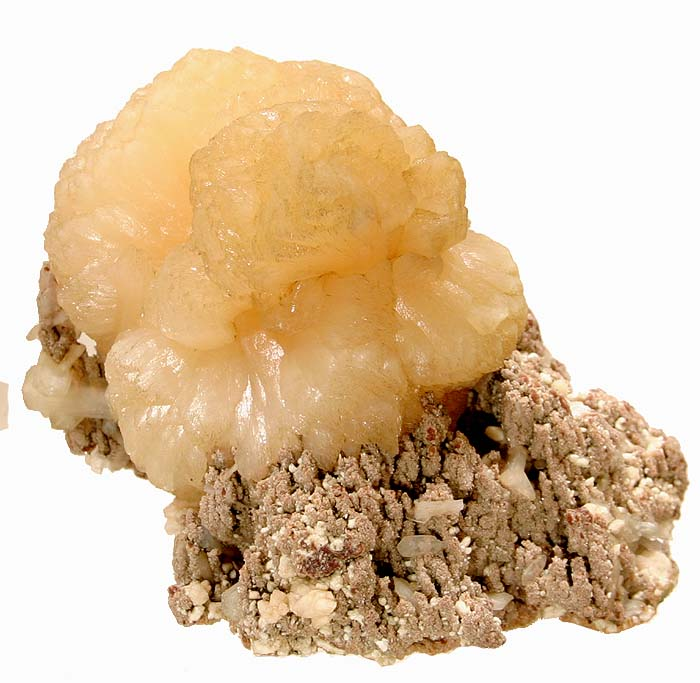
Стильбит